# Meymah
Meymah o Meimeh (farsi ميمه) è una città dello shahrestān di Borkhar-e Meymeh, circoscrizione di Meymah, nella Provincia di Esfahan.